# Robert Ostrovsky
Robert Ostrovsky (* 10. September 1947 in Essen; † 10. Februar 2006 in Bonn) war ein deutscher Journalist und Autor.

## Leben
Ostrovsky begann im Januar 1970 seine Ausbildung zum Reserveoffizieranwärter der Marine. Nach Abschluss der Ausbildung und einer Fahrenszeit im Flottendienstgeschwader wandte er sich dem Journalismus zu. Er war Redakteur beim Deutschen Bundeswehrverband und Chef vom Dienst bei der Zeitschrift Truppenpraxis.
Ostrovsky lebte viele Jahre in Essig und ist in Odendorf beerdigt.

## Werke
Neben seiner beruflichen Tätigkeit befasste er sich intensiv mit lokaler und mit Militärgeschichte und war Autor/Mitautor bzw. Herausgeber/Mitherausgeber folgender Werke:
- Robert Ostrovsky: Der Mensch im Mittelpunkt. Hrsg.: Deutscher BundeswehrVerband. Bonn 1985.
- Jörg-Thomas Födisch, Robert Ostrovsky: Grüne Hölle Nürburgring – eine Bild- und Text-Dokumentation. Brühl, Gießen 1995, ISBN 3-922300-53-7.
- Jörg-Thomas Födisch, Robert Ostrovsky: Rund um den „Ring“ – eine Bilddokumentation von Ortschaften in der Umgebung der berühmtesten Rennstrecke der Welt, dem Nürburgring, vor seiner Entstehung und von ihm selbst. Geiger, Horb am Neckar 1996, ISBN 3-89570-248-X.
- Horst Rhode, Robert Ostrovsky: Militärgeschichtlicher Reiseführer. Verdun. 4. Auflage. Mittler E.S. + Sohn GmbH, Hamburg 2008, ISBN 978-3-8132-0902-0.
- Mathias Steimel, Robert Ostrovsky [Bearb.]: Duisdorfer Chronik. Bouvier, Bonn 1998, ISBN 3-416-02770-1.
- Horst Rhode, Robert Ostrovsky, Hans-Joachim Nicolai: Militärgeschichtlicher Reiseführer. Seelower Höhen. 2. Auflage. Mittler E.S. + Sohn GmbH, Hamburg 1998, ISBN 978-3-8132-0448-3.
- Robert Ostrovsky: Auf dem Essi(n)g: Geschichte und Geschichten. Bürgerverein Swisttal-Essig 1979 e. V., Swisttal 1999.
- Jörg-Thomas Födisch, Robert Ostrovsky: Der Nürburgring – die legendäre Rennstrecke von 1927 bis heute. Heel, Königswinter 2000, ISBN 3-89365-841-6.